# مرآة العقول
مِرآةُ العُقول فی شرحِ أخبار آلِ الرَسول، شرح علامه مجلسی بر کتاب کافی (اثر شیخ کلینی) است. او در این کتاب، پس از بحث دربارهٔ سند حدیث و رده‌بندی آن بر اساس تقسیم‌بندی متأخران، به شرح معنای حدیث می‌پردازد و نکات دقیق آن را بازمی‌گوید.
مجلسی در ابتدای کتاب توضیح می‌دهد که در درازنای زمان، به مناسبت مذاکرات علمی با شاگردان و طالبان علوم دینی، حواشی فراوانی بر کتاب‌های حدیثی نگاشته‌است. نگرانی نسبت به از بین رفتن یا فراموش شدن آنها در اثر گذر زمان او را واداشته که این یادداشت‌ها را جمع‌آوری کند.